# Chloracris
Chloracris is een geslacht van rechtvleugeligen uit de familie sabelsprinkhanen (Tettigoniidae). De wetenschappelijke naam van dit geslacht is voor het eerst geldig gepubliceerd in 1892 door Pictet & Saussure.

## Soorten
Het geslacht Chloracris omvat de volgende soorten:
- Chloracris borneensis de Jong, 1939
- Chloracris brullei Pictet & Saussure, 1892
- Chloracris brunneri Beier, 1954
- Chloracris pantherina de Jong, 1939
- Chloracris prasina Pictet & Saussure, 1892